# NGC 2416
NGC 2416 (również PGC 21358 lub UGC 3925) – galaktyka spiralna (Sc), znajdująca się w gwiazdozbiorze Małego Psa. Odkrył ją Albert Marth 26 stycznia 1865 roku.